# Spongiosperma cataractarum
Spongiosperma cataractarum là một loài thực vật có hoa trong họ La bố ma. Loài này được Zarucchi miêu tả khoa học đầu tiên năm 1987.